# Phenacoccus solenopsis
Phenacoccus solenopsis är en insektsart som beskrevs av Richard C. Tinsley 1898. Phenacoccus solenopsis ingår i släktet Phenacoccus och familjen ullsköldlöss. Inga underarter finns listade i Catalogue of Life.